# Chris Cole
Chris Cole (nascido em 10 de março de 1982) é um skatista profissional.
Começou a praticar skate aos 8 e 9 anos de idade, e durante dois anos praticou o desporto numa calçada em frente a sua casa.
Após alguns anos tornou-se profissional e começou a competir em vários campeonatos.
Em 2005 e 2009 foi considerado o skatista do ano pela revista Thrasher Skateboard Magazine (considerado um dos maiores prêmios do skate mundial), e notavelmente apareceu nos jogos Skate, Skate 2 e Skate 3.
Dentre seus muitos títulos também há incluído as três medalhas de ouro e uma medalha de bronze nos X Games, sendo 2 ouros na modalidade Street em 2006 e 2007 e 1 ouro sendo no Street Best Trick também em 2007, já o bronze sendo conquistado no ano de 2005 também na modalidade Street.
Com sua equipe da Zero (marca de equipamentos de skate) conquistou o Thrasher King of The Road de 2006.
Conquistou o Maloof Money Cup em várias oportunidades e ganhou o Battle at The Berrics de 2009
Atualmente seus principais patrocinadores são: Plan b, Thunder, Spitfire, Reign Skate Shop,Stance, Kershaw Knives e Mophie.
Em maio de 2015 assina com a Plan B Skateboarding e passa a fazer parte do time de skatistas da Plan B.